# Shenzhou

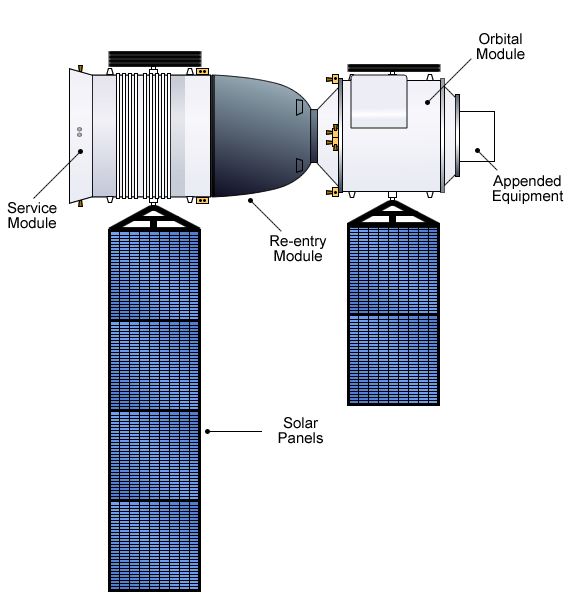
Diseño modular de una nave Shenzou.

Shenzhou es una nave espacial china con capacidad para transportar taikonautas. Ha sido la primera del programa espacial chino en poner a un taikonauta en órbita el 15 de octubre de 2003.
Sus cuatro primeros vuelos de prueba fueron no tripulados, durante el periodo 1999-2002. Utiliza el cohete Larga Marcha 2F, lanzado desde el Centro Espacial Jiuquan. El sitio de comando de la misión es el Centro de Control y Comando Aeroespacial de Pekín.
En marzo de 2005, el asteroide 8256 Shenzhou fue nombrado en su honor.

## Historia
El programa actual de vuelos tripulados de China se autorizó en abril de 1992, con el nombre de Proyecto 921/1. 
Se comenzó a trabajar en él en enero de 1993. Consistía inicialmente en 3 fases:
- Fase 1: Lanzamiento de dos misiones no tripuladas del vehículo con capacidad de vuelo tripulado y de la primera misión tripulada en 2002 (finalmente se produjo en 2003).
- Fase 2: Una serie de vuelos para probar tecnología, como encuentro y acople en órbita, y operar un laboratorio espacial de 8 toneladas. La fecha inicial era 2007.
- Fase 3: Poner una estación espacial en órbita de 20 Tm de masa entre 2010 y 2015.

Los diseñadores principales del proyecto incluían a Qi Faren y Wang Yongzhi.
El primer vuelo no tripulado tuvo lugar el 19 de noviembre de 1999. Después de este lanzamiento el Proyecto 921/1 pasó a denominarse Shenzhou.
Tres vuelos no tripulados más fueron lanzados antes del primer vuelo tripulado.
El quinto vuelo fue tripulado por Yang Liwei, el 15 de octubre de 2003.

## Diseño
La nave Shenzhou es bastante similar a la Soyuz, aunque es significativamente mayor y con un módulo orbital con capacidad de vuelo autónomo. Consiste en tres módulos: un módulo orbital en primer lugar, una cápsula de reentrada en el medio y un módulo de servicio en la parte posterior.
Su peso es de 7840 kg y su longitud 9,25 m. Sus paneles solares proporcionan una media de 1,5 kW, en contraste con el 1,0 kW de la Soyuz.

### Módulo orbital
Módulo Orbital tiene forma cilíndrica y unas dimensiones de 2,80 x 2,25 metros, con una masa de 1500 kg. Su volumen interior habitable es de 8 metros cúbicos. En las primeras misiones estaba dotado de dos paneles solares de 2,0 x 3,4 metros que complementaban el suministro eléctrico de los paneles del Módulo de Servicio, además de permitir que el módulo tuviese capacidad para vuelos autónomos como satélite independiente. En la misión Shenzhou 7 se utilizó como esclusa para realizar la primera actividad extravehicular (EVA) china. En las primeras misiones incorporaba 16 pequeños propulsores a base de hidrazina con un empuje de 5 N para ayudar en la orientación del vehículo, aunque a partir de la Shenzhou 7 estos propulsores fueron eliminados. En la parte frontal hay un sistema de acoplamiento andrógino similar al APAS-89 ruso empleado en las misiones de acoplamiento entre la EEI y el transbordador norteamericano. Durante el acoplamiento con la estación TIangong emplea un sistema de navegación y guiado óptico a base de cámaras y láseres (LIDAR). En las primeras misiones Shenzhou el módulo orbital demostró su capacidad para permanecer hasta 200 días en el espacio de forma autónoma. Incluye una escotilla para el acceso de la tripulación en la rampa y que también se usa en actividades extravehiculares.

### Módulo de reentrada

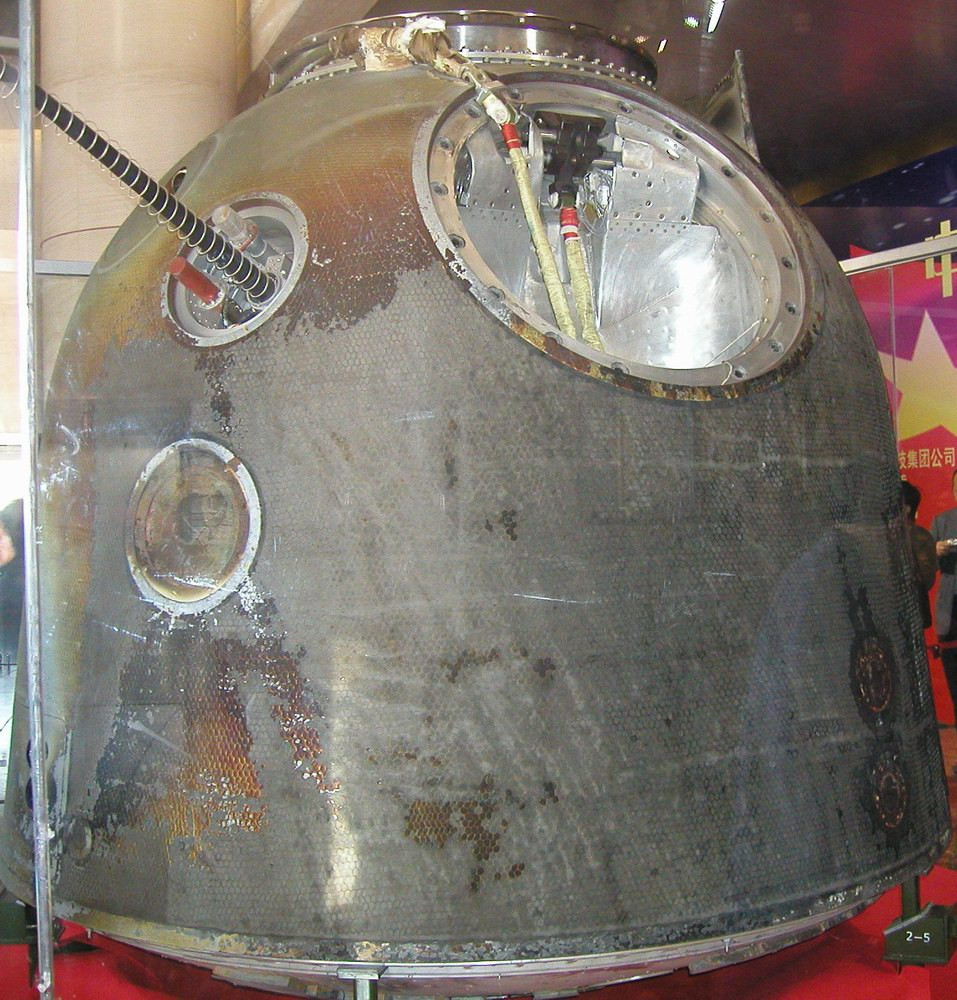
Cápsula de reentrada de la Shenzhou 5.

Situado en el medio de la sonda espacial, contiene asientos para la tripulación. Es la única porción de la sonda que regresa a la superficie terrestre. Su forma es un compromiso entre maximizar el espacio habitable y el control aerodinámico en la reentrada.
Permite espacio para hasta 3 Taikonautas chinos. 
Datos: 
- Longitud: 2,50 m
- Diámetro: 2,52 m
- Volumen habitable: 6 m³
- Masa: 3240 kg
- Masa del escudo térmico: 450 kg

### Módulo de servicio
Contiene los equipos de soporte de vida, un par de paneles solares y otros equipos necesarios para el funcionamiento de la sonda. 
Datos:
- Longitud: 2,94 m
- Diámetro básico: 2,50 m
- Diámetro máximo: 2,80 m
- Envergadura: 10,40 m
- Masa: 3000 kg

## Misiones

### Misiones lanzadas
- Shenzhou 1 - 19 de noviembre de 1999 - Vuelo de prueba no tripulado
- Shenzhou 2 - 9 de enero de 2001 - Llevó animales
- Shenzhou 3 - 25 de marzo de 2002 - Llevó un muñeco de prueba
- Shenzhou 4 - 29 de diciembre de 2002 - Llevó otro muñeco de prueba y varios experimentos científicos
- Shenzhou 5 - 15 de octubre de 2003 - Tripulado por Yang Liwei, el primer ciudadano chino de la historia en el espacio, que realizó 14 órbitas a la Tierra.
- Shenzhou 6 - 12 de octubre de 2005 - Duró 5 días y llevó a los Taikonautas chinos, Fei Junlong y Nie Haisheng.
- Shenzhou 7 - 25 de septiembre de 2008 - Tripulado por 3 Taikonautas chinos, Zhai Zhigang, Jing Haipeng y Liu Boming. El comandante de la misión, Zhai Zhigang, realizó el primer paseo extravehícular chino de la historia de 15 minutos de duración.
- Shenzhou 8 - 31 de octubre de 2011 - No tripulada, llevaba dos muñecos de prueba, probó la tecnología de atraque con Tiangong-1.
- Shenzhou 9 - 16 de junio de 2012 - Tripulada por 3 Taikonautas chinos, probó la tecnología de atraque con Tiangong-1. Llevó a la primera ciudadana china al espacio, Liu Yang.
- Shenzhou 10 - 11 de junio de 2013 - Tripulada por 3 Taikonautas chinos, atracó con el laboratorio espacial Tiangong-1.
- Shenzhou 11 - 16 de octubre de 2016 - Tripulada por 2 Taikonautas chinos, atracó con el laboratorio espacial Tiangong-2.
- Shenzhou 12 - 17 de junio de 2021 - Tripulada por 3 Taikonautas chinos, primer vuelo tripulado a la CSS.
- Shenzhou 13 - 15 de octubre de 2021 - Tripulada por 3 Taikonautas chinos, primera misión de seis meses a la CSS.
- Shenzhou 14 - 5 de junio de 2022 - Tripulada por 3 Taikonautas chinos, segunda misión de seis meses a la CSS.
- Shenzhou 15 - 29 de noviembre de 2022 - Tripulada por 3 Taikonautas chinos, tercera misión de seis meses a la CSS y primer relevo en órbita chino con la Shenzhou 14.

- Shenzhou 16 - 30 de mayo de 2023 - Tripulada por 3 Taikonautas chinos, incluyendo al primer civil (Gui Haichao). Realizó experimentos científicos en la CSS durante 154 días.

- Shenzhou 17 - 26 de octubre de 2023 - Tripulada por 3 Taikonautas chinos, destacando caminatas espaciales para mantenimiento de la CSS. Misión de 187 días.

- Shenzhou 18 - 25 de abril de 2024 - Tripulada por 3 Taikonautas chinos, completó 192 días en órbita con investigaciones en microgravedad y pruebas tecnológicas.

- Shenzhou 19 - 29 de octubre de 2024 - Tripulada por 3 Taikonautas chinos, actualmente en la CSS (misión de 6 meses planeada hasta abril de 2025).

- Shenzhou 20 - 24 de abril de 2025 (planeado) - Tripulada por 3 Taikonautas chinos, incluyendo a Chen Dong (en su tercer vuelo). Ampliará operaciones en la CSS.